# مارتن هيون
مارتن هيون (بالألمانية: Martin Hyun)‏ هو لاعب هوكي الجليد ألماني، ولد في 4 مايو 1979 في كريفلد في ألمانيا.

## وصلات خارجية
- مارتن هيون على موقع EliteProspects.com (الإنجليزية)
- مارتن هيون على موقع Eurohockey.com (الإنجليزية)
- مارتن هيون على موقع HockeyDB.com (الإنجليزية)